# Márton Gréta
Márton Gréta (Mohács, 1999. október 3. –) junior világbajnok, felnőtt Európa-bajnoki bronzérmes magyar válogatott kézilabdázó, a Ferencvárosi TC balszélsője.

## Pályafutása

### Klubcsapatokban
Márton Gréta Mohácson született, fiatal korában, testvérével együtt került a Ferencvároshoz, ahol Pádár Ildikó lett az edzője. A felnőttek közé 16 éves korában került fel, 2017-ben mutatkozott be a magyar élvonalban. A 2016–2017-es szezonban egy féléves időszakra az MTK-hoz került kölcsönbe, majd visszatért a zöld-fehérekhez, ahol a következő idényben bemutatkozhatott a Bajnokok Ligájában is. 2021 márciusában két évvel meghosszabbította a szerződését. A 2020-2021-es szezonban bajnoki címet szerzett a csapattal, az azt követő két szezonban pedig a Magyar kupában szerzett aranyérmet a zöld-fehér csapat tagjaként.

### A válogatottban
Kim Rasmussen 2017 februárjában hívta meg először a felnőtt válogatott keretébe. Részt vett a hazai rendezésű 2018-as junior női kézilabda-világbajnokságon, amelyen a magyar válogatott csapatával aranyérmet szerzett. Tagja volt a 2019-es világbajnokságra utazó 18 fős keretnek. Részt vett a 2020-as Európa-bajnokságon is. Tagja volt a 2021 nyarán megrendezett tokiói olimpián szereplő válogatottnak, és a 2024-es párizsi olimpián 6. helyezett magyar csapatnak. A decemberi Európa-bajnokságon a magyar válogatott 12 év után újból bronzérmet szerzett a kontinenstornán, amelynek ő is tagja volt.

## Sikerei, díjai
- Mohács Város Tisztelete Jeléül Kitüntető Díj: 2024 [15]

 Ferencvárosi TC
- Bajnokok Ligája döntős: 2023
- Magyar bajnok: 2021, 2024
- Magyar Kupa-győztes: 2022, 2023,[16] 2024, 2025
- Az év női kézilabdázója: 2021[17]